# Jaha Dukureh

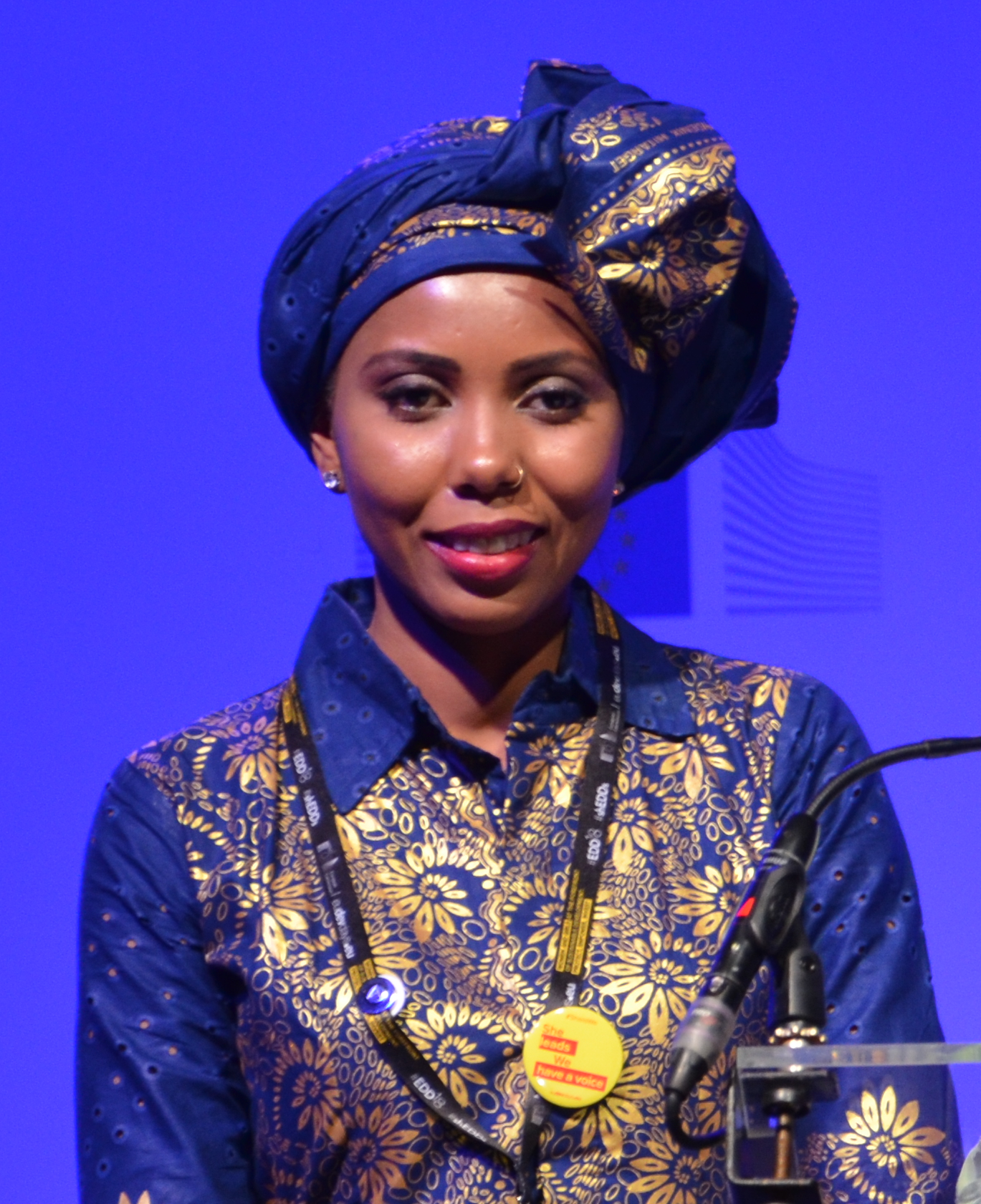
Dukureh bei den European Development Days 2018

Jaha Mapenzi Dukureh (* 1989 in Gambissara, Gambia) ist eine gambisch-amerikanische Frauenrechtlerin und Aktivistin im Kampf gegen die weibliche Genitalverstümmelung in traditionellen afrikanischen Kulturen.

## Leben
Dukureh wurde in Gambia geboren. Sie war wenige Tage nach ihrer Geburt Opfer der Genitalverstümmelung. Bei ihr erfolgte eine Verstümmelung vom Typ III. 
Nach dem Tod ihrer Mutter zog sie im Alter von 15 Jahren nach New York City. Sie sollte dort eine schon länger geplante arrangierte Ehe mit einem über 40-jährigen Mann eingehen. Während des Geschlechtsverkehrs hatte sie starke Schmerzen und unterzog sich daraufhin einer Operation, um die Infibulation rückgängig zu machen. Später trennte sie sich von ihrem Ehemann und wohnte bei Familienmitgliedern. Ohne Zustimmung eines gesetzlichen Vormunds fiel es ihr jedoch schwer, auf eine Schule aufgenommen zu werden. Erst nach zehn Absagen fand sie eine Highschool, die sie aufnahm. Mit 17 zog sie um nach Atlanta, wo sie erneut heiratete.
2013 beendete sie ihr Studium an der Georgia Southwestern State University in Americus (Georgia) mit dem Bachelor in Business Administration Management. Im selben Jahr gründete sie Safe Hands for Girls als Menschenrechtsorganisation zum Kampf gegen die Genitalverstümmelung und war dort Geschäftsführerin. Der Verein setzt sich für eine weltweite Ächtung der Genitalverstümmelung ein. Zudem war sie eine führende Aktivistin in der Medienkampagne End Female Genital Mutilation von The Guardian. Dukurehs Aktivitäten trugen dazu bei, dass weibliche Genitalverstümmelung in Gambia verboten wurde.
2015 wurde sie amerikanische Staatsbürgerin.
Dukurehs Lebensgeschichte wurde 2017 im Film Jaha's Promise (deutscher Titel: Jahas Versprechen) filmisch umgesetzt.
Um 2019 startete sie in Gambia ein Projekt, bei dem rund 600 Frauen im Gemüseanbau unterstützt werden und so Einkünfte erwirtschaften können. Damit solle die finanzielle Abhängigkeit von den Ehemännern reduziert werden.
Anfang 2020 engagierte sie das Kosmetikunternehmen L’Oréal als Model. Der Konzern hatte sie zuvor 2015 als Women of Worth und 2018 mit dem Karen T. Fondu Impact Award ausgezeichnet.
Im März 2021 trat sie der gambischen Partei PDOIS bei und wollte bei der Präsidentschaftswahl in Gambia 2021 als Kandidatin antreten, wurde aber nicht von ihrer Partei nominiert.
Dukureh besitzt die amerikanische Staatsbürgerschaft und hat drei Kinder.

## Auszeichnungen
Im April 2016 wurde sie in der Time-100-Liste aufgeführt.
Ende 2017 zählte das Magazin New African sie zu den 100 einflussreichsten Menschen des Jahres aus Afrika. Im selben Jahr erhielt sie einen African Diaspora Award als Menschenrechtsaktivistin des Jahres.
2018 erhielt sie zusammen mit dem Franzosen Damien Carême den Nord-Süd-Preis des Europarates. Im Februar 2018 wurde sie zur Regional UN Women Ambassador ernannt. Die Menschenrechtsorganisation YouthHubAfrica zählte sie zu den Top 10 Africa Changemakers. Von der norwegischen Politikerin Jette F. Christensen wurde sie für den Friedensnobelpreis vorgeschlagen.
Im März 2020 erhielt sie für ihre Tätigkeiten in Gambia einen She Award als Most Outstanding Woman Activist.